# Pristimantis gracilis
Pristimantis gracilis är en groddjursart som först beskrevs av Lynch 1986.  Pristimantis gracilis ingår i släktet Pristimantis och familjen Strabomantidae. IUCN kategoriserar arten globalt som sårbar. Inga underarter finns listade i Catalogue of Life.